# Abborrtjärnen (Brunskogs socken, Värmland)
Abborrtjärnen är en sjö i Arvika kommun i Värmland och ingår i Göta älvs huvudavrinningsområde. Sjön har en area på 0,18 kvadratkilometer och ligger 182,3 meter över havet.

## Delavrinningsområde
Abborrtjärnen ingår i det delavrinningsområde (661812-133076) som SMHI kallar för Mynnar i Värmeln. Medelhöjden är 165 meter över havet och ytan är 40,91 kvadratkilometer. Det finns inga avrinningsområden uppströms utan avrinningsområdet är högsta punkten. Vattendraget som avvattnar avrinningsområdet har biflödesordning 4, vilket innebär att vattnet flödar genom totalt 4 vattendrag innan det når havet efter 302 kilometer. Avrinningsområdet består mestadels av skog (71 procent) och jordbruk (11 procent). Avrinningsområdet har 0,77 kvadratkilometer vattenytor vilket ger det en sjöprocent på 1,9 procent. Bebyggelsen i området täcker en yta av 0,7 kvadratkilometer eller 2 procent av avrinningsområdet.